# Вилларгуа
Вилларгуа́ (фр. Villargoix) — коммуна во Франции, находится в регионе Бургундия. Департамент коммуны — Кот-д’Ор. Входит в состав кантона Сольё. Округ коммуны — Монбар.
Код INSEE коммуны — 21687.

## Население
Население коммуны на 2010 год составляло 169 человек.
| 1962 | 1968 | 1975 | 1982 | 1990 | 1999 | 2010 |
| ---- | ---- | ---- | ---- | ---- | ---- | ---- |
| 246  | 226  | 187  | 171  | 177  | 173  | 169  |

## Экономика
В 2010 году среди 94 человек трудоспособного возраста (15—64 лет) 72 были экономически активными, 22 — неактивными (показатель активности — 76,6 %, в 1999 году было 60,8 %). Из 72 активных жителей работали 59 человек (36 мужчин и 23 женщины), безработных было 13 (9 мужчин и 4 женщины). Среди 22 неактивных 7 человек были учениками или студентами, 13 — пенсионерами, 2 были неактивными по другим причинам.